# Crocidura foxi
Crocidura foxi је сисар из реда Soricomorpha.

## Угроженост
Ова врста је наведена као последња брига, јер има широко распрострањење и честа је врста.

## Распрострањење
Ареал врсте Crocidura foxi обухвата већи број држава. 
Врста је присутна у Судану, Малију, Нигерији, Буркини Фасо, Чаду, Обали Слоноваче, Гани, Гвинеји, Сенегалу. Присуство је непотврђено у Централноафричкој Републици, Бенину, Гамбији и Тогу.

## Станиште
Станишта врсте су шуме и саване.